# Río Qiantang
El río Qiantang (en chino tradicional, 錢塘江; en chino simplificado, 钱塘江; pinyin, Qiántáng Jiāng, también conocido como el río Qian) es un río al sureste de la República Popular China que se origina en las fronteras de las provincias de Anhui y Jiangxi y pasa a través de Hangzhou, la capital de la provincia de Zhejiang, antes de desembocar en el mar de China Oriental a través de la bahía de Hangzhou. Es un atractivo turístico muy importante. En este río se produce el bore o macareo (bore:fenómeno natural que se produce cuando la marea entra por la boca del mismo formando una o varias olas contracorriente) más largo del mundo: una ola que puede llegar a los 9 metros de altura y que viaja a 40 km/h hacia el nacimiento del río.
La parte más baja del río Qiantang se conoce como río Fuchun, de 459 km de largo, discurre por la provincia de Zhejiang y es una importante arteria comercial.
El primer puente sobre el río Qiantang, que se construyó en la década de 1930 en la ciudad de Hangzhou, fue el primer puente de acero en cruzar un río importante en China.
El río es también es la terminal sur del Gran Canal de China que une cinco grandes ríos en China de norte a sur, permitiendo el tráfico desde Hangzhou a Pekín a través del Gran Canal.
El río era conocido anteriormente como río Zhe, río Luocha y río Zhi. Fue rebautizado como «Qiantang» (literalmente, "balsa qian") en honor de los reyes de Wuyue, cuyos sistemas de amplia ingeniería hidráulica en gran parte, aseguró la prosperidad en la región en los siglos posteriores.